# Pulseman
Pulseman (パルスマン, Parusuman) é um jogo eletrônico de plataforma de ação japonês de 1994 desenvolvido pela Game Freak e publicado pela Sega para o Mega Drive. Foi lançado na América do Norte para o Sega Channel em 1995, e mais tarde, foi relançado no Virtual Console para o Wii.

## História

Captura de tela do primeiro estágio do jogo, que se passa no Japão.

No século XXI, o famoso cientista e engenheiro de computação Doutor Yoshiyama conseguiu criar a Inteligência Artificial mais avançada do mundo. Ele chamou sua criação de C-Life e conseguiu fazê-la consciente, pensar e sentir. No entanto, ele se apaixona pela sua criação a C-Life e decide que queria estar mais perto dela, então ele se digitaliza e se instala em seu núcleo de computador, onde os dois podem "viver esse amor". O resultado final desse amor foi o nascimento de um meio-humano, meio menino da C-Life chamado Pulseman, uma combinação do seu DNA e do núcleo de programa da C-Life. Pulseman era único, não precisava ficar dentro de um computador para sobreviver, e tinha o poder de canalizar eletricidade através de seu corpo, usando-o como uma arma e como um meio de transporte rápido através do poder da Volteccer.
Infelizmente, viver no mundo da informática por tanto tempo, transformou a mente do Doutor Yoshiyama, corrompendo suas ondas cerebrais e seu corpo. O Doutor Yoshiyama emergiu de volta ao mundo humano, mas se transformou no malvado Doutor Waruyama. Usando um sistema conhecido como EUREKA, que permite que seres da C-Life se manifestem no mundo humano, O Doutor Waruyama estabelece a Galaxy Gang, espalhando uma nova onda de ciberterrorismo em todo o mundo, e Pulseman deve lutar contra seu próprio pai e colocar um fim em sua gangue em prol do mundo livre.

## Desenvolvimento
Quando anunciado pela primeira vez, Pulseman foi originalmente chamado de Spark. O jogo foi dirigido por Ken Sugimori.
A maioria dos membros da equipe que trabalharam em Pulseman trabalhariam posteriormente na série Pokémon, incluindo Sugimori, o designer Satoshi Tajiri e o compositor Junichi Masuda.

## Lançamento
O jogo foi lançado no Japão em 22 de julho de 1994. A versão norte-americana foi lançada em 1995 pelo Sega Channel. Pulseman foi relançado para o Wii no Virtual Console no Japão em 2007, e na América do Norte e Europa em 2009.

## Recepção
Após o lançamento, a Famitsu deu ao jogo uma pontuação de 24 de 40. A Super GamePower deu uma pontuação de 3.5 de 5. A revista italiana Computer+Videogiochi (CVG), deu uma pontuação de 71/100. A revista alemã Mega Fun deu uma pontuação de 69%/100, elogiando a boa saída de voz e os controles decentes, mas também afirmando que era uma versão não tão rápida de Sonic.
Quando foi lançado no Virtual Console, recebeu elogios de várias publicações. O IGN analisou a versão do Virtual Console de Pulseman, dando a ele uma nota de 8.0 pontos de 10, recebendo o prêmio de "Escolha do Editor do IGN". Na análise, o autor elogia seus gráficos como "um dos plataformas [sic] mais limpos, mais nítidos e mais atraentes do Mega Drive" e que o jogo "não é apenas divertido, é elétrico". O Eurogamer deu um 7/10. O Nintendo Life deu um 8 de 10, chamando-o de divertido e desafiador. O Jeuxvideo deu a ele uma nota de 14 pontos de 20.